# Hampeella pallens
Hampeella pallens är en bladmossart som beskrevs av Fleischer 1908. Hampeella pallens ingår i släktet Hampeella och familjen Ptychomniaceae. Inga underarter finns listade i Catalogue of Life.